# 孙梅英
孙梅英（1931年—1993年3月22日），女，上海人，中国乒乓球运动员，教练员，丈夫为乒乓球名将姜永宁。

## 生平
孙梅英为1950年代中国乒乓球女队的领军人物，1952年夺得全国乒乓球锦标赛冠军，次年成为第一批中华人民共和国乒乓球国手，参加了第20届世乒赛，率队取得乙级队第三名。虽然孙梅英的直板快攻打法极具威力，但由于当时的中国女队实力有限，难以与日本、罗马尼亚等队相抗衡，故孙梅英终其球员生涯亦未能获得一项世界冠军头衔。她曾与邱钟惠等人帮助中国女队打入第27届世乒赛女团决赛，但败在了日本队拍下。此外，孙梅英曾多次与队友合作，杀入女双及混双四强或决赛，但均铩羽而归。
1961年，孙梅英开始担任国家乒乓球队教练，曾是何智丽的主管教练。1979年任职乒乓球协会副主席，此外她还曾当选第六届和第七届全国人大代表。1993年3月22日，孙梅英突发脑溢血，病逝于北京，时年62岁。